# Turgutlar, Menemen
Turgutlar là một xã thuộc huyện Menemen, tỉnh İzmir, Thổ Nhĩ Kỳ. Dân số thời điểm năm 2010 là 18 người.